# 安吉羅·貝德拉曼提
安吉罗·丹尼尔·贝德拉曼提（英語：Angelo Daniel Badalamenti，1937年3月22日—2022年12月11日），美国作曲家、编曲者，著名电影配樂创作者，他曾与导演大卫·林奇合作，先後為电影《蓝丝绒》、电视剧《双峰》第一季及第三季、电影《史崔特先生的故事》和《穆荷兰大道》创作過配樂。
贝德拉曼提亦是电影《疯狂圣诞假期》、《童梦失魂夜》、《圣烟》及《美丽缘未了》的配乐制作人，同时他还曾和朱莉·克鲁斯、妮娜·西蒙、雪莉·貝西、宠物店男孩、達斯蒂·斯普林菲爾德、瑪莉安·菲絲佛、大卫·鲍伊、提姆·布思、Siouxsie Sioux及多洛丝·奥瑞沃丹等音乐人合作录制音乐。
1990年，贝德拉曼提在第32届格莱美奖颁奖典礼上凭借电视剧《双峰》主题曲获得最佳流行器乐演奏奖。2008年，世界电影原声学会向贝德拉曼提颁发终身成就奖。2011年，美国作曲家、作家和发行商协会向他颁发亨利·曼西尼奖。

## 早年经历
贝德拉曼提于1937年3月22日出生于纽约布鲁克林区，在四个孩子中排行第二。他的父亲具有奇尼西的西西里人血统，是一家鱼市老板。他的哥哥是一名爵士乐小号手，曾与其他藝人共同为观众提供即兴表演。
贝德拉曼提8岁时开始报名钢琴课程，到了青年时期，他因为过人的钢琴天赋，被卡茨基尔山度假胜地的众多歌手聘为伴奏，除此之外，他还报名过拉美舞蹈俱乐部。贝德拉曼提于纽约市的拉斐德高中讀完高中，并在毕业时為學校创作了毕业游行进行曲。高中毕业后，贝德拉曼提被罗彻斯特大学的伊士曼音乐学院录取，两年后转到曼哈顿音乐学院，分别于1958年和1959年取得学士和硕士学位，此后他开始创作具有寇特·威爾风格的乐曲。

## 电影及电视配乐
贝德拉曼提曾为《戈登的战争》以及《今时今日》等电影创作配乐。1986年，贝德拉曼受邀担任伊莎貝拉·羅塞里尼的歌唱教练，負責教她演唱大卫·林奇电影《蓝丝绒》的同名歌曲，贝德拉曼提借此开始为大众所熟知。電影中的另一首歌曲《Mysteries of Love》由林奇作词，贝德拉曼提谱曲，朱莉·克鲁斯演唱。克魯斯、林奇和貝德拉曼提在其他方面也有合作。同时贝德拉曼提还为电影创作了配乐并担任音乐总监，而林奇对配乐的要求則为“有肖斯塔科维奇的感觉，具有俄罗斯古典音乐风格，要让配乐听起来很黑暗甚至有点恐怖，但不失优美”。贝德拉曼提亦曾在电影中露面，在羅塞里尼所扮演的角色表演时，他以一名钢琴手的形象出现。该片为贝德拉曼提和林奇奠定了贯穿整个职业生涯的合作关系的基础，贝德拉曼提曾在受訪時盛讚他與林奇的關係。
在为《猛鬼街3》、《疯狂圣诞假期》等各种主流电影制作配乐之后，贝德拉曼提再次与林奇合作，制作了电视剧《双峰》的配乐，并在歌曲《Falling》中担任朱莉·克鲁斯的领唱。该剧的配乐风格常常根据角色的特质进行切换，被广泛认为确立了全剧的整体风格及情感基调，成为贝德拉曼提最知名的作品之一，剧中的许多歌曲后来也被收入克鲁斯的专辑《Floating into the Night》中，贝德拉曼提则凭借这部电视剧的配乐获得一项格莱美最佳流行器乐演奏奖以及美国唱片业协会颁发的金牌。1991年至1993年间，贝德拉曼提与林奇着手制作专辑《Thought Gang》，后于2018年发布。
贝德拉曼提与林奇的其他合作项目还包括电影《我心狂野》、《双峰：与火同行》、《妖夜慌踪》、《史崔特先生的故事》及《穆荷兰大道》，其中贝德拉曼提在《穆荷兰大道》中扮演了一个爱喝浓缩咖啡的歹徒，此外，他还曾在电影《兔子 (2002年电影)》、《宾馆客房》及電視劇《正在播出》中出现。除林奇之外，贝德拉曼提也曾多次和保羅·許瑞德合作，為其所執導的《聚焦人生》、《陌生人的慰藉》及《驱魔人外传》等電影製作過配樂，与其他导演的合作则包括《Witch Hunt》、《纽约夜未眠》、《童梦失魂夜》、《美丽缘未了》、《恶灵线索》、《鬼水怪谈》和《秘书 (2002年电影)》等多部电影。貝德拉曼提還曾涉足遊戲領域，是2005年电子游戏《华氏》的樂師。
1995年，在为尚-皮爾·桑里的《童梦失魂夜》制作配乐期间，贝德拉曼提邀请歌手玛丽安娜·菲斯福尔为歌曲《Who Will Take My Dreams Away》撰写歌词，首次與菲斯福爾合作。
1998年，贝德拉曼提与歌手大卫·鲍伊合作，为非营利组织炽热组织录制了歌曲《A Foggy Day (in London Town)》，收录在乔治·格什温纪念专辑《Red Hot + Rhapsody》中。此前贝德拉曼提曾自行演唱此歌曲并发给炽热组织，鲍伊是首个作出回复歌手。1999年，贝德拉曼提与导演珍·康萍合作，用了几天时间制作了电影《圣烟的配乐。
2005年，贝德拉曼提为电影《希特勒男孩》创作了主题曲曲谱，经加拿大作曲家诺曼·柯贝尔改编后正式用于电影。2008年，贝德拉曼提担任电影《爱的边缘》音乐总监，負責制作配樂曲谱，並由Siouxsie Sioux演唱歌曲《Careless Love》，再由帕特里克·沃爾夫和贝斯·罗丽演唱其他几首歌曲。
2008年10月18日，贝德拉曼提在比利时根特獲得世界电影原声学会颁发的终身成就奖，在获奖当晚的音乐会上，贝德拉曼提搭档布鲁塞尔爱乐乐团，在德克·布罗塞的指挥下，用鋼琴演奏了他职业生涯中的一系列代表作，是次音乐会由比利时电台進行转播。
2011年7月23日，美国作曲家、作家和发行商协会授予贝德拉曼提亨利·曼西尼奖，以表彰他在影视配乐方面的成就。
2017年，贝德拉曼提再度与林奇合作，为《双峰》第三季制作配乐，该季配乐包括前两季的旧配乐以及由贝德拉曼提制作的一些新配乐。

## 職業合作
职业生涯初期，贝德拉曼提经常与其他词作者合作。1964年，他擔任披头士狂热的圣诞歌曲《Santa, Bring Me Ringo》编曲人，并参与了歌曲的指挥及歌词创作。1966年及1967年，他与乐队组合佩里和金斯利合作，分別为专辑《The In Sound from Way Out!》和《Kaleidoscopic Vibrations: Electronic Pop Music From Way Out》创作了歌曲《Visa to the Stars》和《Pioneers of the Stars》 。1967年，他与诺姆·西蒙共同创作了歌曲《I Want to Love You for What You Are》，由歌手罗尼·达夫演唱，此曲在达夫的流行歌曲中排名第54。此外，在佩里處於先锋唱片旗下期间，贝德拉曼提曾为其两张个人专辑中的一些歌曲编曲。
1967年，贝德拉曼提与妮娜·西蒙共同为专辑《High Priestess of Soul》創作了單曲《I Hold No Grudge》。1968年，他与萨米·卡恩一起为雪莉·贝西的专辑《This Is My Life》创作了歌曲《I've Been Loved》。
1987年，贝德拉曼提与合成器流行组合宠物店男孩合作，为他们的歌曲《It Couldn't Happen Here》提供了管弦乐编曲，1990年，他再度与该组合合作，为专辑《Behaviour》中的两首歌曲提供弦乐编曲。
1989年，贝德拉曼提为达斯蒂·斯普林菲尔德的歌曲《Nothing Has Been Proved》編制了曲譜，歌词则由宠物店男孩创作。1992年年底，贝德拉曼提与保罗·麦卡特尼在阿比路录音室展开合作，贝德拉曼提为麦卡特尼的歌曲《Is it raining in London?》提供了编曲，歌词则是由麦卡特尼和哈米什·斯图尔特共同创作，惟最终歌曲沒有发行。
贝德拉曼提与詹姆斯乐队成员朱莉·克鲁斯、玛丽安娜·菲斯福尔和提姆·布思等人的合作则贯穿整个专辑。1993年，他与林奇一同为克鲁斯制作了专辑《The Voice of Love》，其中包括数首《双峰》原声带，同年，他与敲击金属乐队炭疽合作，共同为专辑《Sound of White Noise》制作了《Black Lodge》，而炭疽乐队创作该曲的灵感正是来自《双峰》。
1995年，贝德拉曼提与菲斯福尔合作，为其专辑《A Secret Life》中的歌曲作曲以及提供管弦乐编曲。1996年，他与提姆·布思组成布思和坏天使组合，共同加盟水星唱片，推出组合同名专辑。
2000年，贝德拉曼提与Orbital乐队合作为电影《海滩》创作了单曲《Beached》。2004年，他与多洛丝·奥瑞沃丹合作，创作了电影《罗斯托夫的野兽》的原声音乐，奥瑞沃丹另外还演唱了该片的主题曲。此后二人仍有保持合作关系。

## 其他
贝德拉曼提的作品还包括1992年夏季奥林匹克运动会开幕式的开场音乐。
2015年，大卫·林奇基金会成立十周年在洛杉矶艾斯酒店举办了一场名为《The Music of David Lynch》的音乐会，作为基金会成立十周年庆典，并邀请贝德拉曼提、朱莉·克鲁斯等多名曾与林奇有过合作的艺人到场表演。

## 个人生活
贝德拉曼提于1968年于隆妮结婚，两人育有两个孩子。2022年12月11日，贝德拉曼提于新泽西州林肯公园自然死亡。贝德拉曼提逝世后，多名知名艺人都向他表达了敬意，其中大卫·林奇于11月12日的天气预报开场之时表示当天将不会播放音乐。

## 獎項
- 1990年格莱美最佳流行器乐表演奖：《双峰》主题曲[46]
- 1993年土星奖最佳音乐奖：《双峰：与火同行》[47]
- 2008年世界电影音乐奖：终身成就奖[1]
- 2011年美国作曲家、作家和出版商协会：亨利·曼西尼奖[48]

## 外部鏈接
- 官方网站
- .   [May 16, 2004]. （原始内容存档于September 8, 2004）.
- Angelo Badalamenti在互联网电影资料库（IMDb）上的資料（英文）
- 安吉罗·贝德拉曼提在Allmusic上的頁面
- 安吉羅·貝德拉曼提的Discogs页面（英文）
- Discogs安吉罗·贝德拉曼提條目 （页面存档备份，存于）